# Anne-Marie Jung
Anne-Marie Jung (Schiedam, 3 april 1976) is een Nederlands actrice en zangeres. Ze speelt zowel in het theater, als op televisie en in films.

## Biografie
Anne-Marie Jung groeide op in Schiedam. Ze deed de havo op scholengemeenschap Spieringshoek. Jung startte op negenjarige leeftijd in het zang-, dans- en toneelonderwijs bij de Rotterdamse theaterinstelling Hofplein Rotterdam. Ze volgde masterclasses van Willem Nijholt, Erik Vos en Coco York. Rond haar achttiende levensjaar begon ze haar eigen liedjesprogramma's te maken. Ook zong ze in Rotterdam bij verscheidene bandjes in de genres soul en funk. Later trad ze op met het Metropole Orkest en maakte twee cd's, "Diva Rouge". Jung studeerde af aan de Akademie voor Kleinkunst in 2000. Onder regie van Eddy Habbema speelde ze in datzelfde jaar "Tsjechov, de musical". In 2000 werd ze tevens genomineerd voor de "John Kraaijkamp Musical Award" in de categorie Aanstormend Talent. Het was echter Sophia Wezer die de prijs kreeg uitgereikt. Verder speelde ze in meerdere musicals, als Foxtrot en Assepoester.
In 2003 ontving Jung met de Bifi's een Gouden Beeld voor beste komedie. In 2004 en 2005 toerde ze, samen met de andere twee leden van de Bifi's Annick Boer en Daniele Oonk door het land met "de Bifi's on tour". Ook speelde ze in 2005 in de musical van De GVR, naar het boek van Roald Dahl.
In 2011/2012 was zij te zien in de show Ja hoor, daar is ie weer!, waarin zij leading lady van André van Duin was. Nadat Van Duin haar had opgemerkt in de musical Petticoat!, was Jung gevraagd voor deze rol. Naast van Duin speelt Jung in deze show ook samen met Ron Brandsteder.
Op televisie is ze regelmatig te zien als vaste actrice in het kinderprogramma Het Klokhuis. Dit doet ze sinds 2005. Verder speelde ze veel gastrollen en kleine rollen in onder andere Holland Sport, Toscane, Jiskefet, Samen, Koppensnellers, Lotte en Evelien. Verder spreekt Jung diverse stemmen in, in zowel animatieseries (voornamelijk bij Z@pp, maar ook bij Nickelodeon bij Johnny Test) als in reclames - op de radio en op televisie, bijvoorbeeld voor de NS, Bros en de LOI.
Vanaf 5 januari tot en met 8 maart 2012 was Jung te zien in het AVRO-programma Wie is de Mol?. Zij bleek uiteindelijk de 'Mol' te zijn. In 2012 deed ze in totaal tien afleveringen mee in het zomerseizoen van De Slimste Mens. In 2022 was Jung een secret singer in het televisieprogramma Secret Duets.
In december 2023 en 2024 deed zij mee aan de "Ouwejaarsshows" op de S.S. Rotterdam samen met het Groot Niet Te Vermijden. Met deze shows trokken zij ook met veel succes het theater in.
In 2024 won zij samen met Bettina Bakkum de Top 2000  Quiz.

## Theater
| Jaar       | Productie                                      | Rol                                                | Bijzonderheden                                                 |
| ---------- | ---------------------------------------------- | -------------------------------------------------- | -------------------------------------------------------------- |
| 1988-1995  | Jeugdtheater Hofplein                          | Diverse, waaronder de rol van Buikie in Kruimeltje |                                                                |
| 1996       | De Bruiloft                                    | Tonny                                              | De Maasstadspelers                                             |
| 1999-2000  | Verdi e Morto                                  |                                                    | Afstudeerproject Kleinkunstacademie                            |
| 2000       | Tsjechov, de musical                           | Dienstmeisje en ensemble                           |                                                                |
| 2000-2001  | Little Shop of Horrors                         | Viola                                              | Trio met de Bifi's                                             |
| 2001-2002  | Foxtrot                                        | Betty en Rosie                                     |                                                                |
| 2002-2003  | Nonsens                                        | Huberta                                            |                                                                |
| 2004-2005  | De Bifi's on tour                              | Bonita                                             |                                                                |
| 2005       | De GVR                                         | Lisette                                            |                                                                |
| 2005       | Het betere werk                                | Annemarijke de Jong, pornomusicalster              | Paradevoorstelling met Alex Klaasen                            |
| 2006       | Kick                                           | Olga uit Odessa                                    | Paradevoorstelling met Niek Barendsen en Christine van Stralen |
| 2008       | Batte                                          | Elfenvrouw Therese                                 |                                                                |
| 2009       | Annie                                          | Moeder, Janneke en meer                            |                                                                |
| 2009       | Ik hield van Hitler                            | Friendelind Wagner                                 |                                                                |
| 2010       | Sunday in the Park with George                 | Yvonne, Mrs                                        |                                                                |
| 2010-2011  | Petticoat!                                     | Wilma en understudy mw. van Rooden                 |                                                                |
| 2011-2012  | Ja hoor... daar is ie weer!                    | Leading Lady, zichzelf en verschillende typetjes   | Met André van Duin en Ron Brandsteder                          |
| 2013-2014  | Maar je krijgt er wel heel veel voor terug     | Jasmijn                                            | muzikale komedie samen met Bastiaan Ragas                      |
| 2014       | De Vaginamonologen                             |                                                    |                                                                |
| 2014       | Het Grote Geluk                                | Martine                                            |                                                                |
| 2022, 2024 | 14 (musical)                                   | Nel Cruijff e.a.                                   | deelt de rol met Kim van Zeben                                 |
| 2022-2023  | Charlie and the chocolate factory - De Musical | Mevrouw Slok                                       |                                                                |

## Film
| Jaar      | Titel                     | Regie                  | Bijzonderheden              |
| --------- | ------------------------- | ---------------------- | --------------------------- |
| 2004      | Haute Cuisine             | Marleen Jonkman        | 3ejrs Filmacademie          |
| 2004      | Over Rozen                | Remy van Heugten       | eindexamenfilm Filmacademie |
| 2005-2006 | Ssshht…!                  | Joris vd Berg          | eindexamenfilm Filmacademie |
| 2007-2008 | Rigor Mortis II           | Jeffrey De Vore        | 3e jrs Filmacademie         |
| 2008      | Het echte leven           | Robert-Jan Westdijk    |                             |
| 2014      | Hartenstraat              | Sanne Vogel            | als Annet                   |
| 2014      | Kenau                     | Maarten Treurniet      | als Bertha                  |
| 2015      | Big Hero 6                | Stephan Holwerda       | als Tante Cass (stem)       |
| 2015      | Jack bestelt een broertje | Anne de Clercq         | als Hoezee Jose             |
| 2015      | Hallo bungalow            | Anne de Clercq         | als Bibi                    |
| 2016      | Rokjesdag                 | Johan Nijenhuis        | als Chantal                 |
| 2018      | Incredibles 2             | Rutger Le Poole        | als Evelyn Deavor (stem)    |
| 2020      | De piraten van hiernaast  | Pim van Hoeve          | als Angela                  |
| 2021      | De Vloek van Lughus       | Sjoerd de Bont         | als Anja                    |
| 2022      | Ome Cor                   | Martin van Waardenberg | als rechtbanktekenaar       |
| 2025      | De Idylle                 | Aaron Rookus           | als Cindy                   |

## Gastrollen
| Programma                                  | Omroep   |
| ------------------------------------------ | -------- |
| The Popgroep                               |          |
| Abi                                        |          |
| De Jong Wil                                | VPRO     |
| Holland Sport                              | VPRO     |
| Toscane                                    |          |
| Jiskefet                                   | VPRO     |
| de Schreeuw van de Leeuw                   | VARA     |
| Laat de Leeuw                              | VARA     |
| de Horzel                                  |          |
| Daar Vliegende Panters                     | VARA     |
| Babes                                      | Veronica |
| Musical Awards 2003; Rol Tracy (Hairspray) | RTL 4    |
| Hartslag                                   | NCRV     |
| Samen                                      | Talpa    |
| Evelien                                    |          |
| de Co-Assistent                            | Net5     |
| Van Speijk                                 | RTLgroep |
| Tita Tovenaar                              | AVRO     |
| Tv-film Kruimeltje (rol Buikie)            | Veronica |

## Prijzen
| Jaar | Prijs/Nominatie                                            |
| ---- | ---------------------------------------------------------- |
| 2000 | Nominatie John Kraaijkamp Musical Award Aanstormend Talent |
| 2003 | Gouden Beeld (Academy Award) beste comedy de Bifi’s        |

## Televisie
| Programma                                | Rol/personage          | Omroep    |
| ---------------------------------------- | ---------------------- | --------- |
| Het Klokhuis                             | Vaste actrice/zangeres | NTR       |
| Lotte                                    | Bianca                 | Talpa     |
| The Palace                               |                        | NPSkort   |
| Köfte                                    |                        | AVRO/NCRV |
| Annie MG                                 | Wim Hora Adema         | VARA/NPS  |
| Dag in dag uit                           |                        | NPS       |
| Eigenheimers                             |                        | EO        |
| Kopspijkers                              | Diverse imitaties      | VARA      |
| Koppensnellers                           |                        | Talpa     |
| De Bifi's                                | Bonita                 | NPS       |
| Wat vindt Nederland?                     | Deelnemer              | RTL4      |
| Lang leve de tv!                         | Deelnemer              | TROS      |
| Wie is de Mol?                           | De Mol                 | AVRO      |
| Seinpost Den Haag                        | kapster                | KRO       |
| Ik hou van Holland                       | Team Guus              | RTL4      |
| De Slimste Mens                          | 4e                     | NCRV      |
| Weet Ik Veel                             |                        | RTL4      |
| Jeuk                                     | Anne-Marie             | VARA      |
| Goedenavond dames en heren               | Annemarie van Dillen   | MAX       |
| Flikken Maastricht                       | Yvonne Langedam        | AVROTROS  |
| Wat een verhaal                          | Presentatrice          | MAX       |
| Oh, wat een jaar!                        | Team Ruben             | RTL4      |
| Foute Vriendinnen                        |                        | RTL5      |
| Mars tegen Venus                         | Deelnemer              | Net5      |
| Kerstgezel.nl                            | Janie                  | MAX       |
| Top 4000 Muziekquiz                      | Deelnemer              | SBS6      |
| Tweede Hans                              | Miep                   | MAX       |
| Beat the Champions VIPS                  | Deelnemer              | RTL4      |
| Code van Coppens: De wraak van de Belgen | Deelnemer              | SBS6      |
| The Big Bang                             | Deelnemer              | SBS6      |
| Waku Waku                                | Deelnemer              | KRO-NCRV  |
| Voor het blok                            | Deelnemer              | AVROTROS  |
| De Pappenheimers                         | Deelnemer              | RTL4      |
| Top 2000 Quiz                            | Deelnemer              | NTR       |
| The Floor VIPS                           | Deelnemer              | RTL4      |
| Bennie                                   | Joke                   | Videoland |